# Долгие пруды (заказник)
Долгие пруды — заказник в Москве, расположенный к северу от МКАД в Северном районе Северо-Восточного административного округа. На территории заказника расположен каскад прудов «Долгие пруды» и усадьба «Виноградово».
Заказник образован в 2020 году на площади 115,42 га в пойме Мерянки. В его состав входят девять водоёмов (включая пруды и озёра) с развитой околоводной растительностью (рогоз, тростник, камыш), низинные рогозовые и тростниковые болота. На территории заказника имеется колония озёрных чаек и гнездовья ряда других водоплавающих и околоводных птиц. 
В 2017—2018 годах в южной части территории (южнее Долгопрудненского шоссе) была образована зона отдыха с мостками, велодорожкой и детскими площадками. В 2023 году ведётся благоустройство северной части, примыкающей к Долгим прудам, планируется создание спортивных площадок. На август 2023 года благоустроенные парковые зоны не являются единым целым.

## Галерея северной части

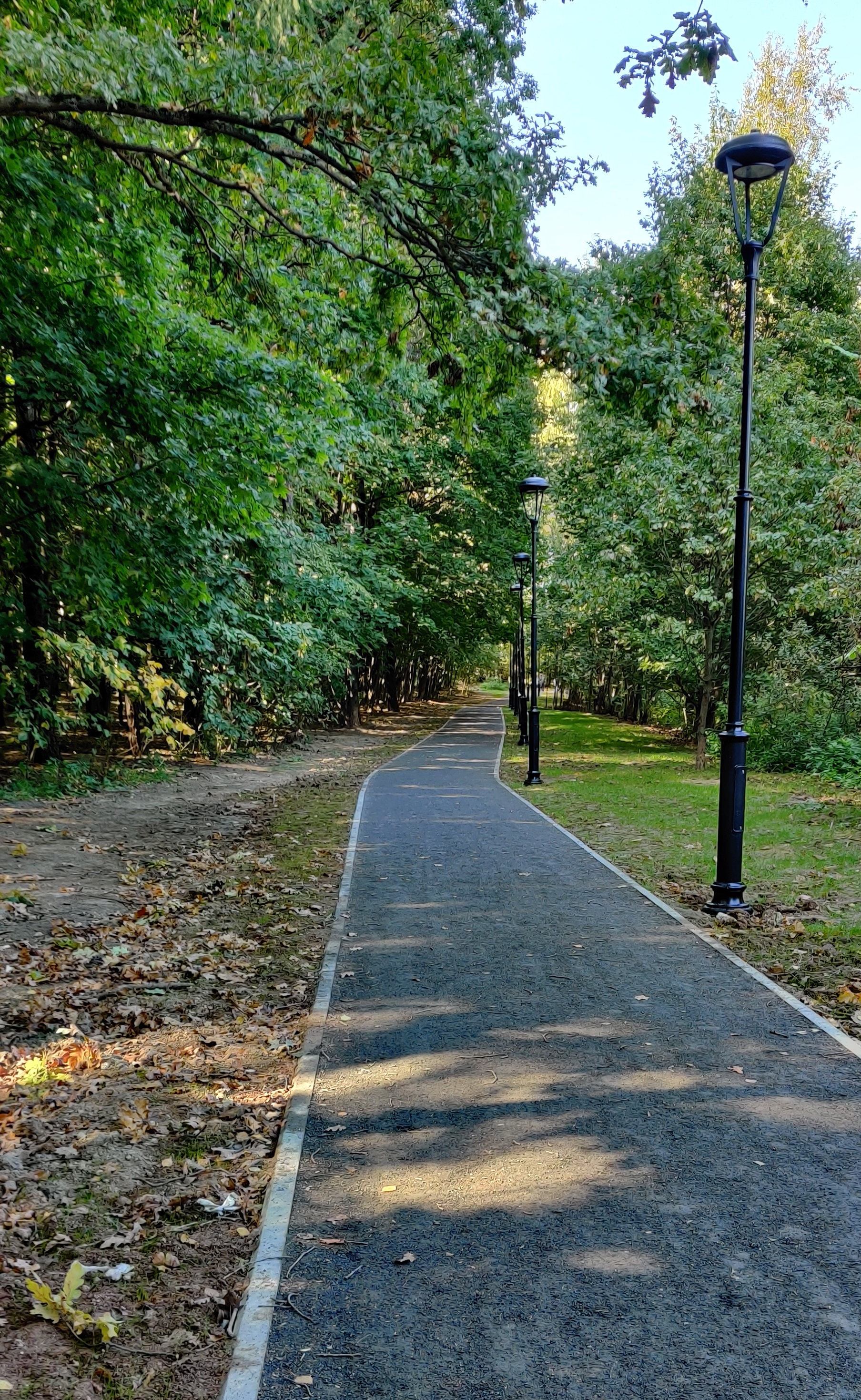
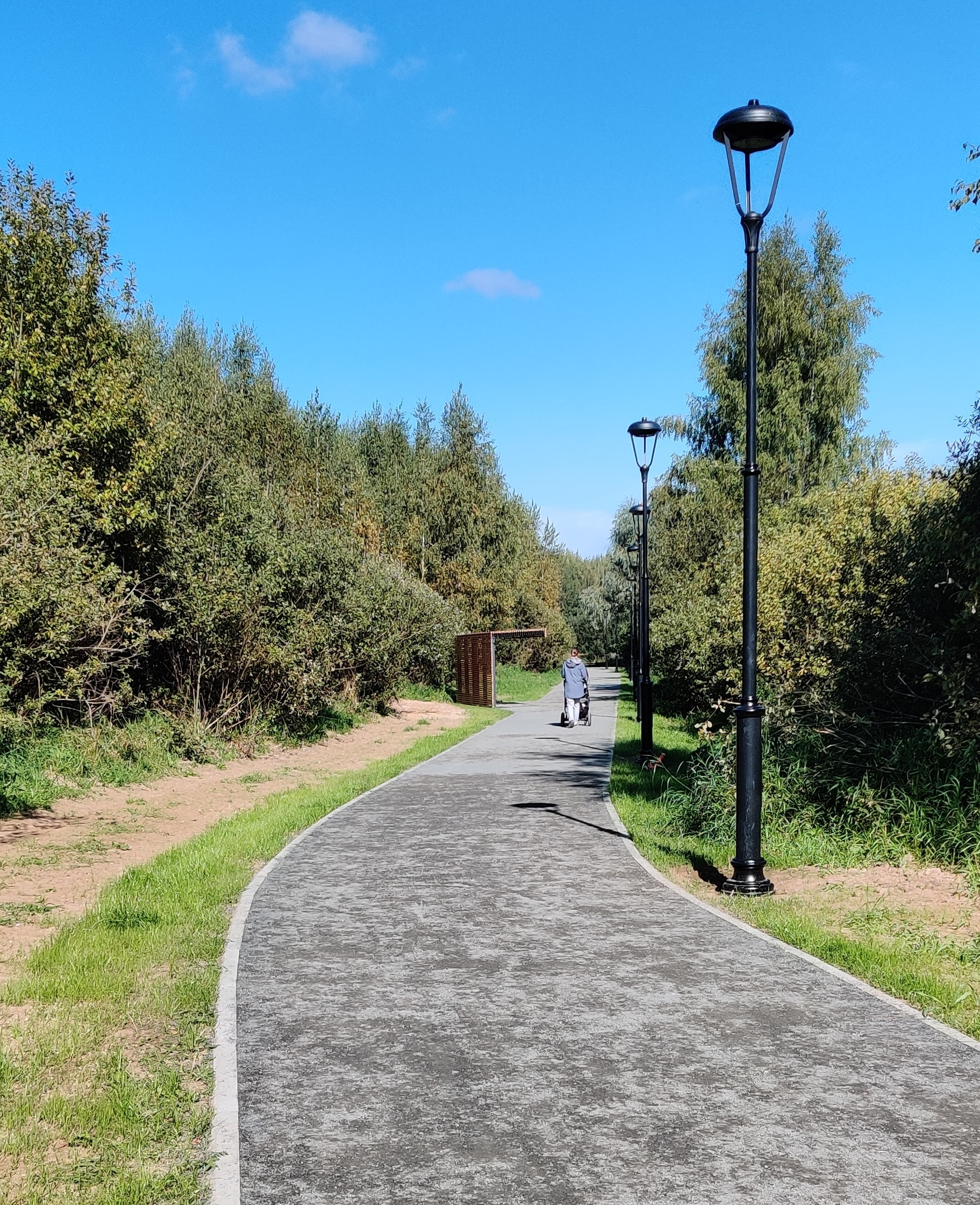
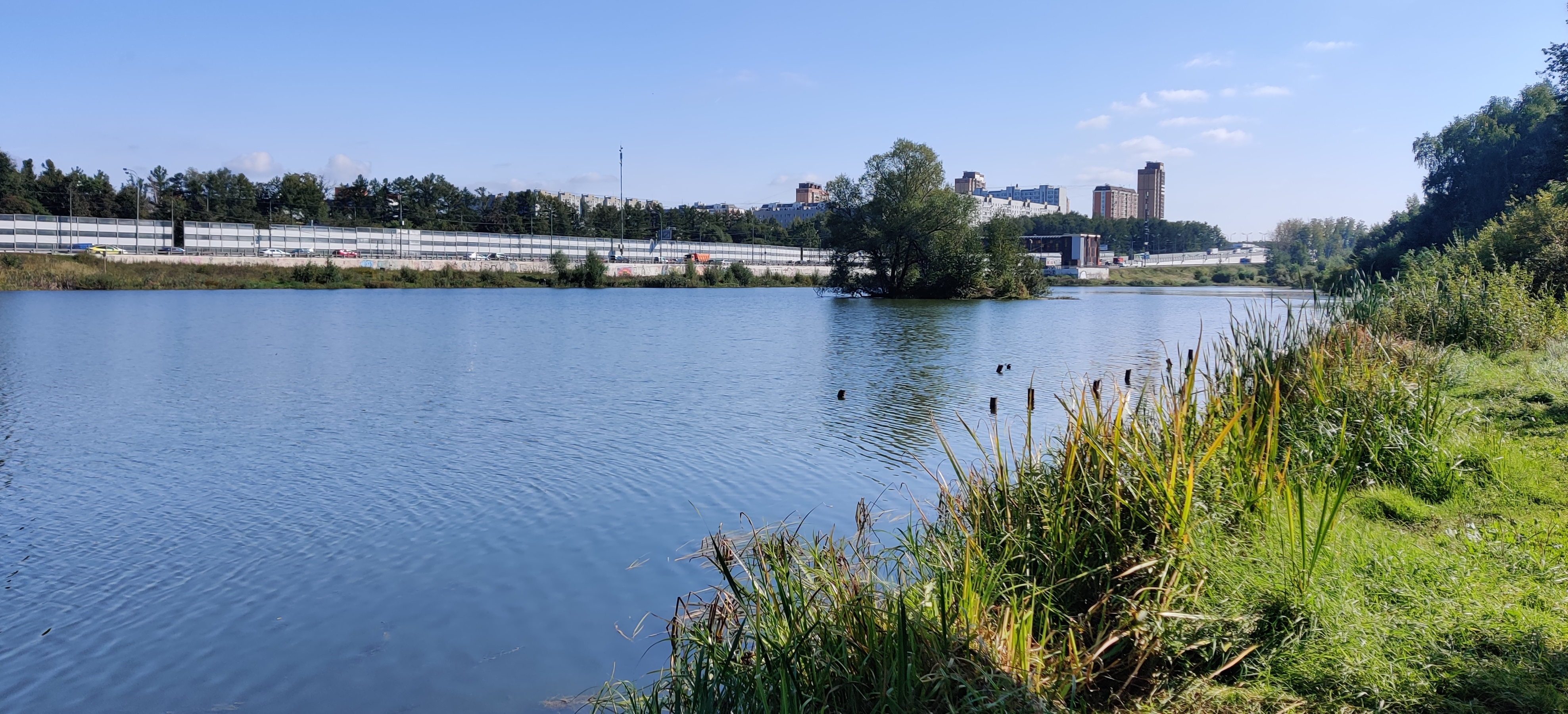
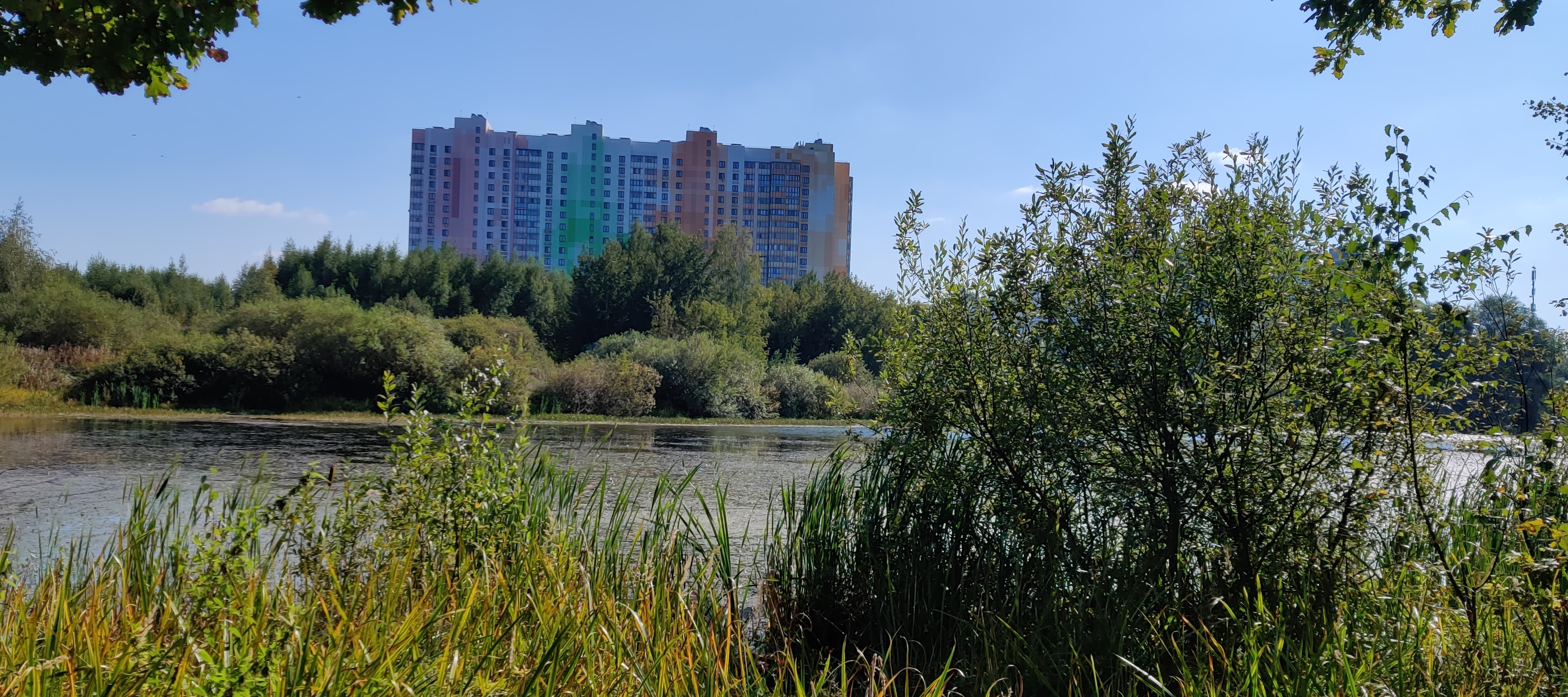
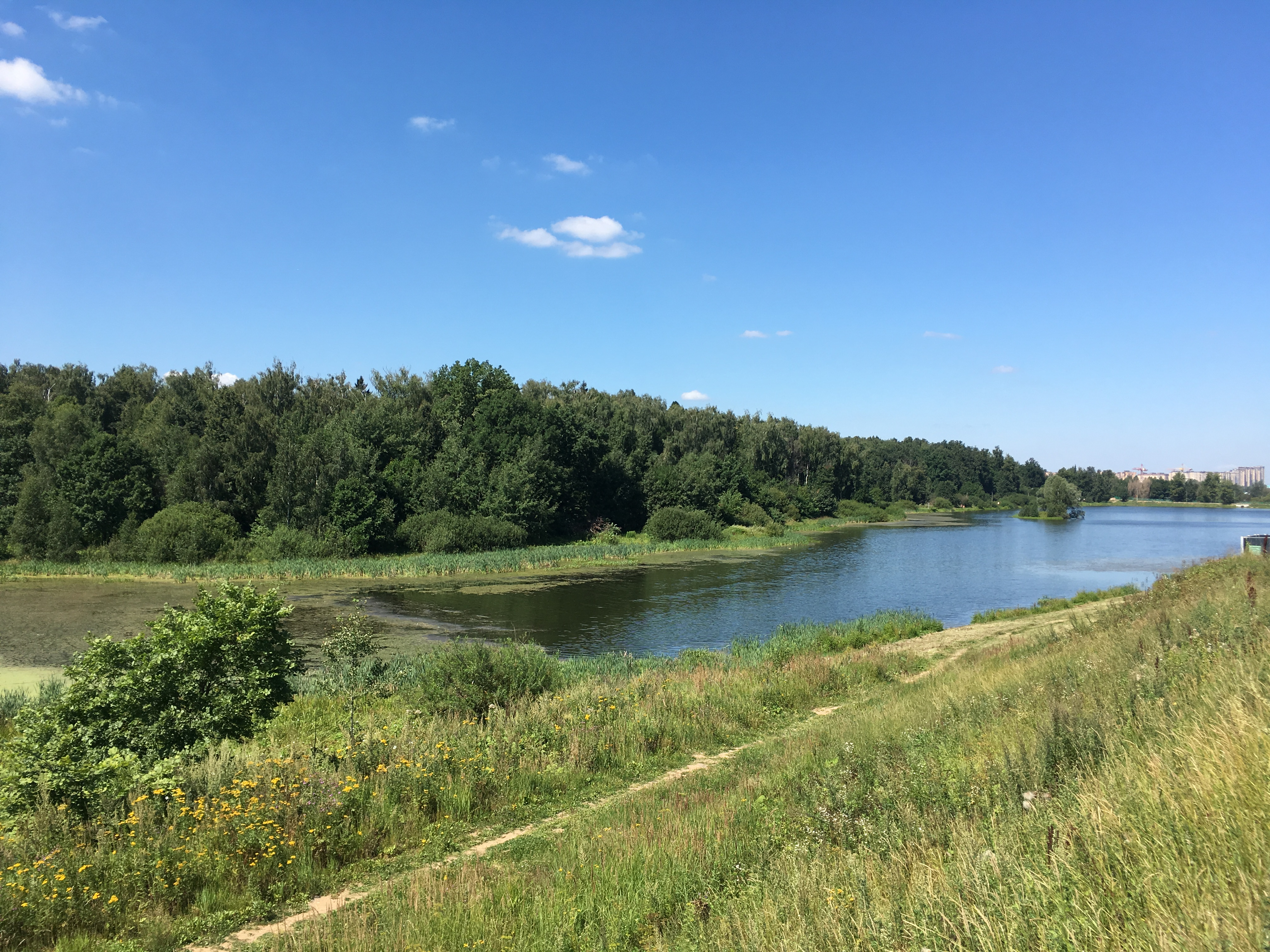
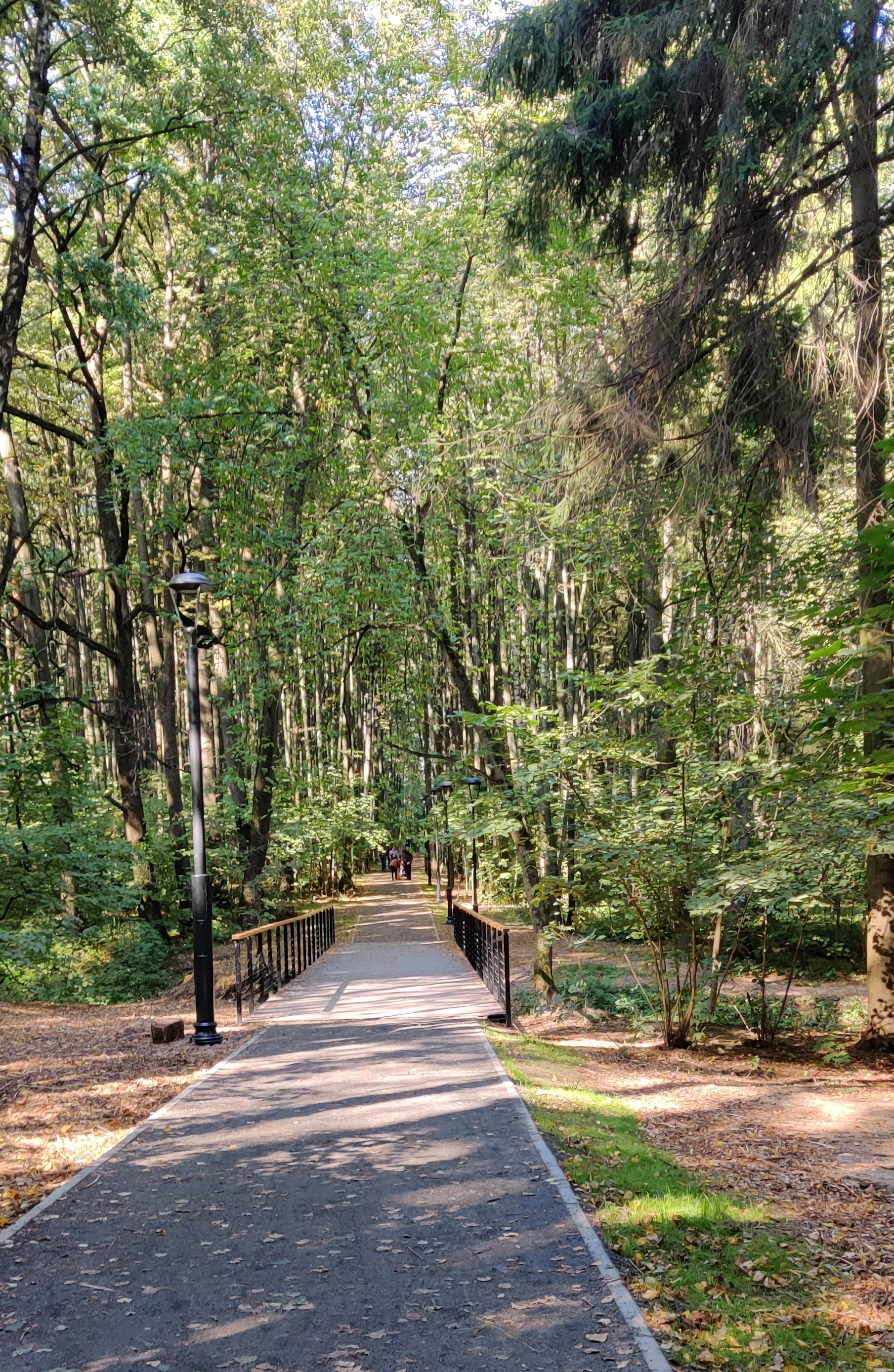
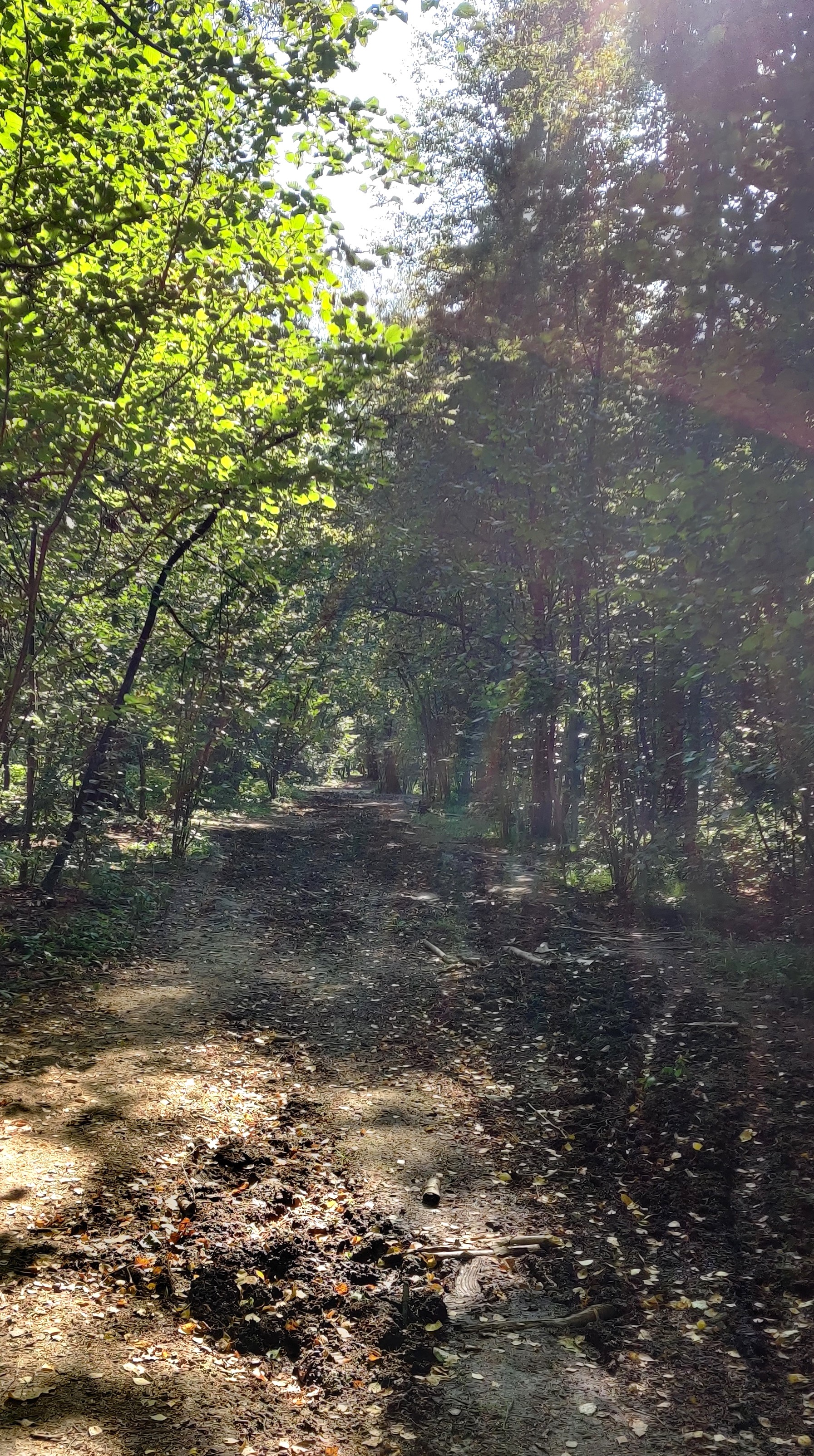
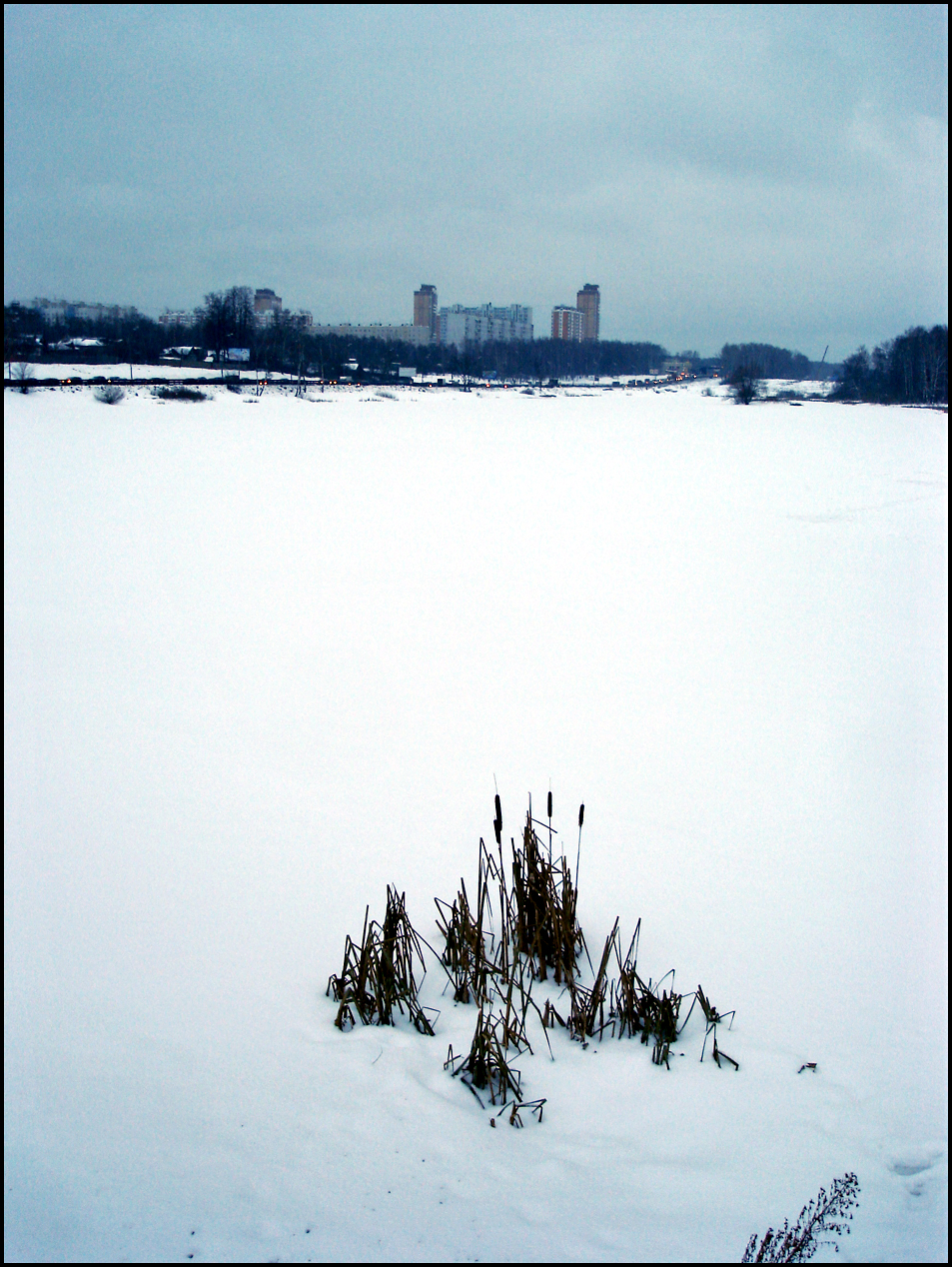

## Галерея южной части

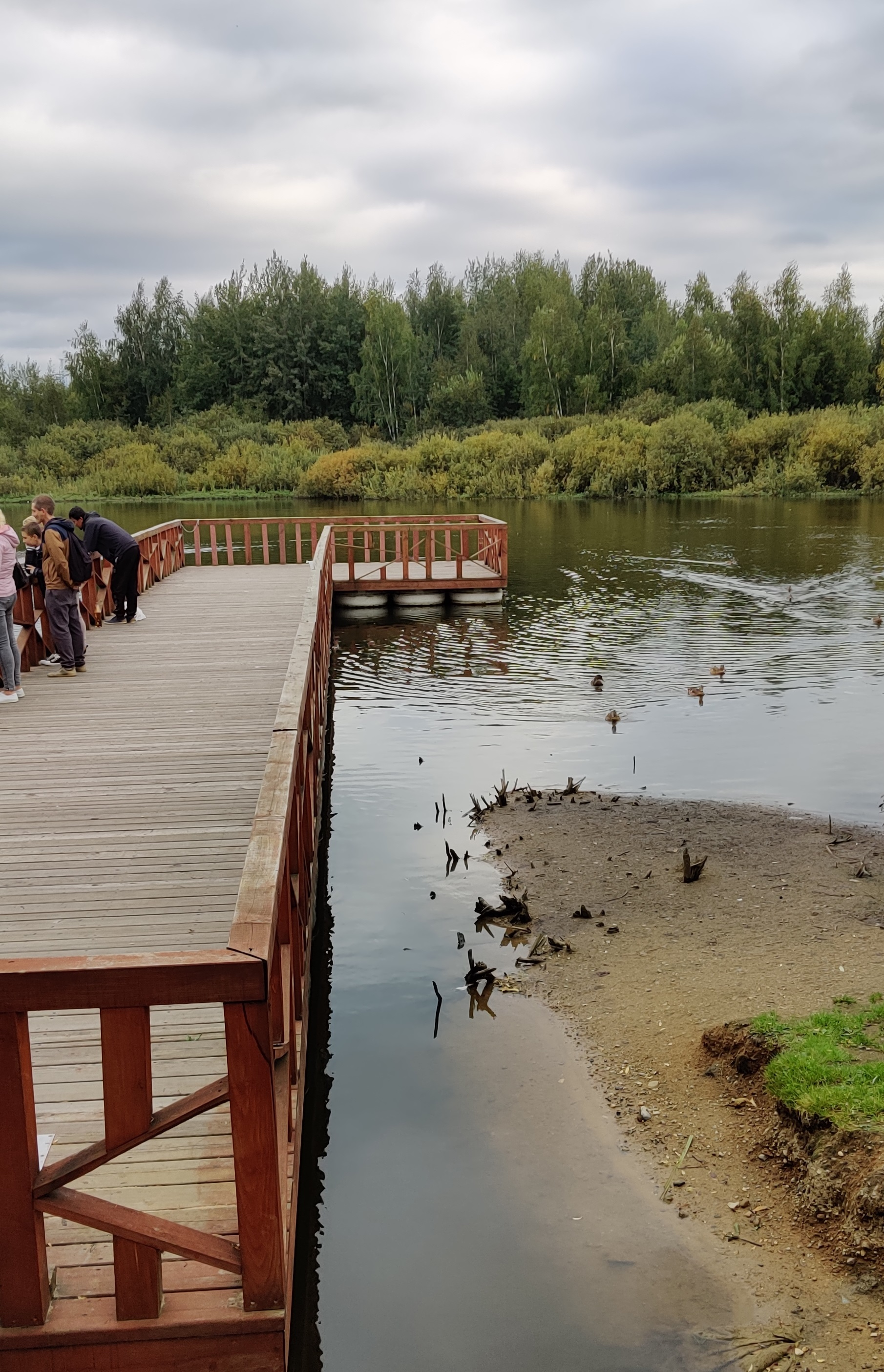
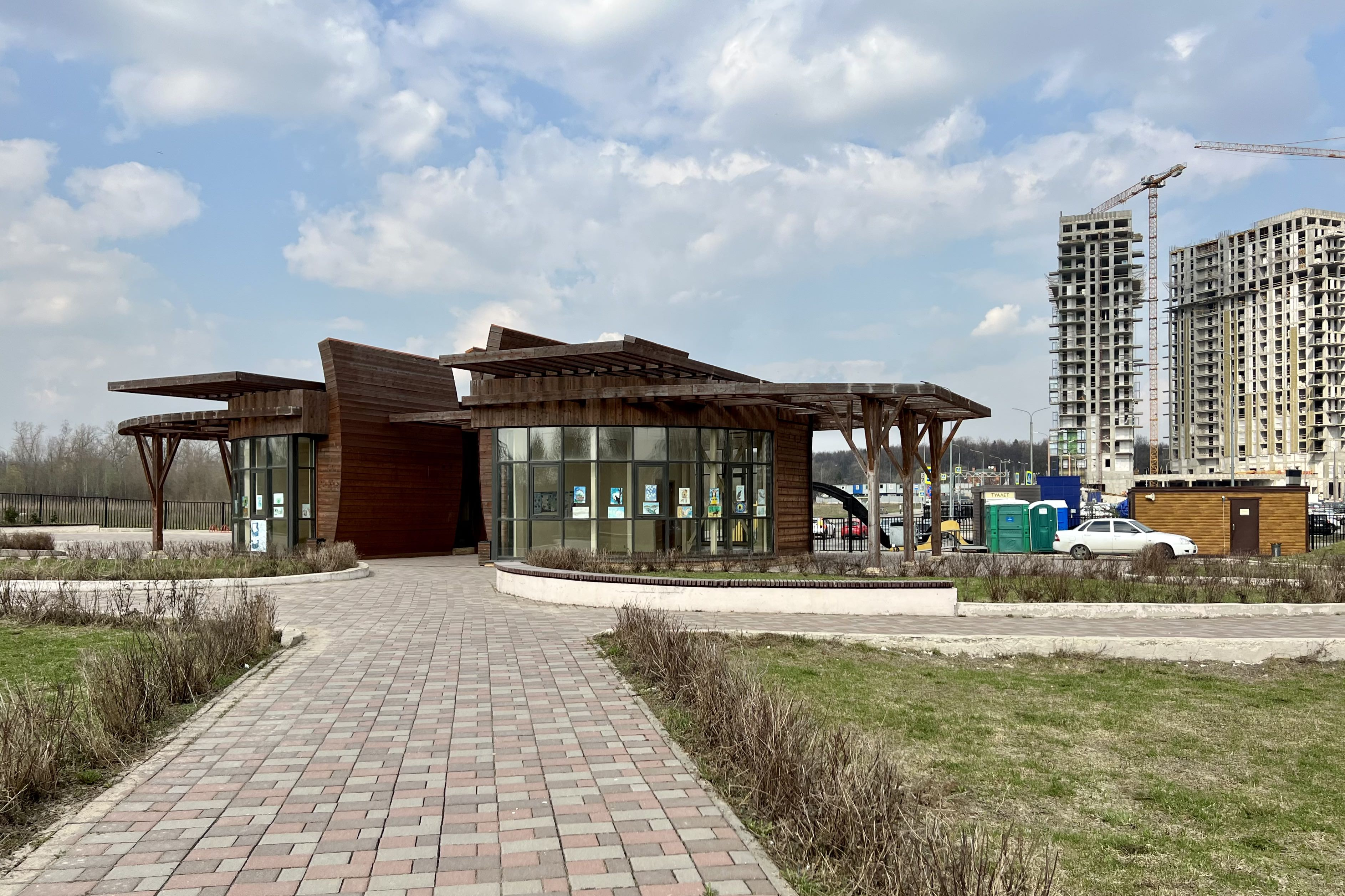
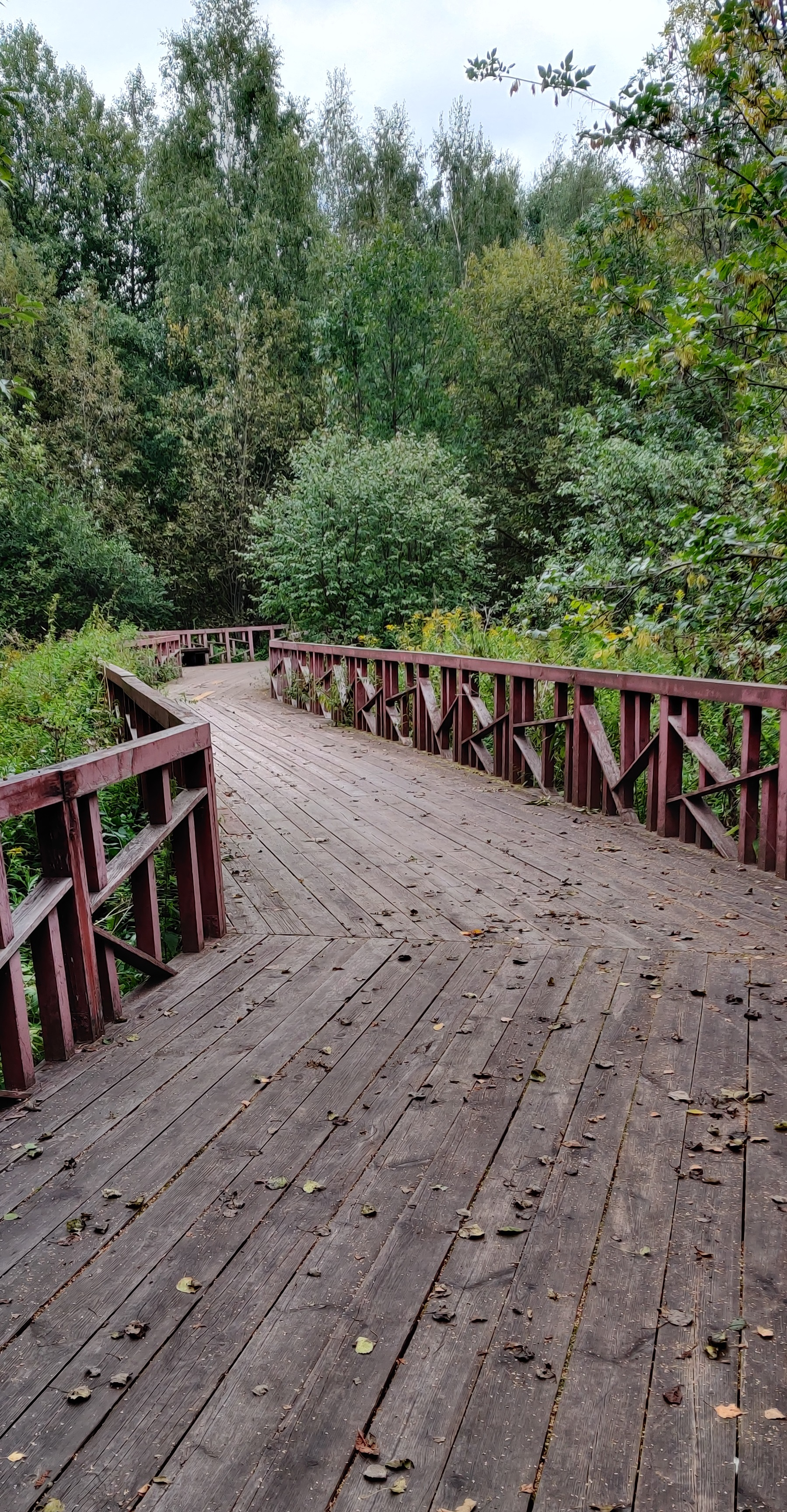
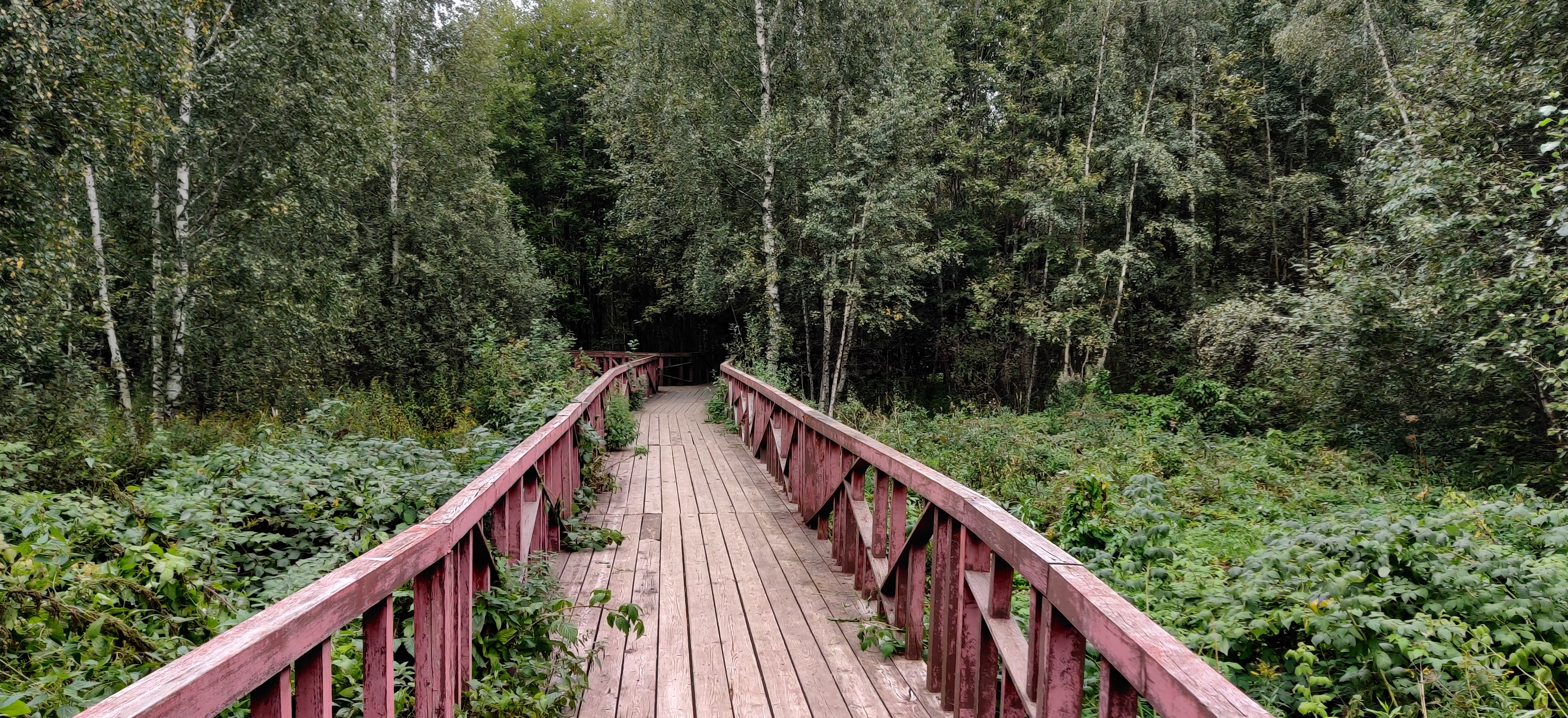
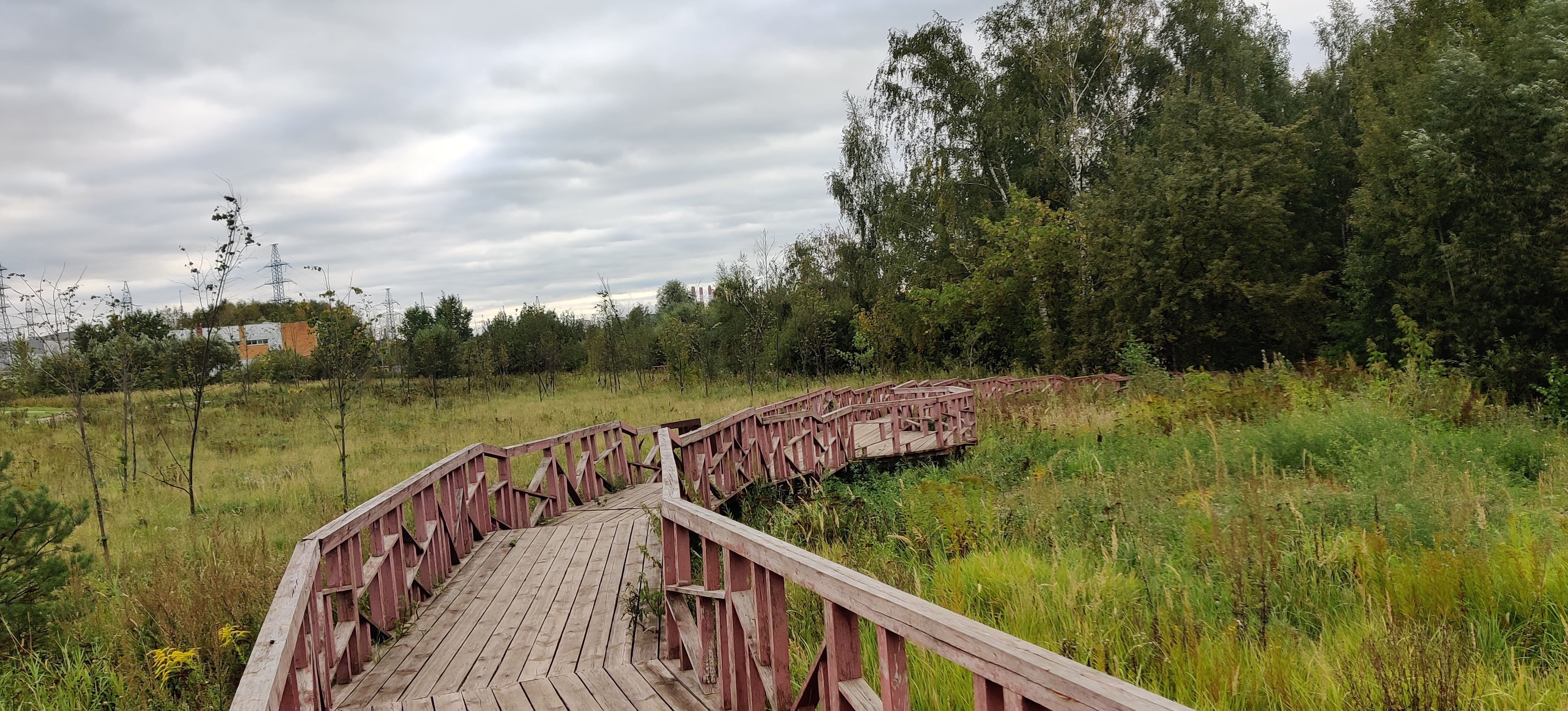
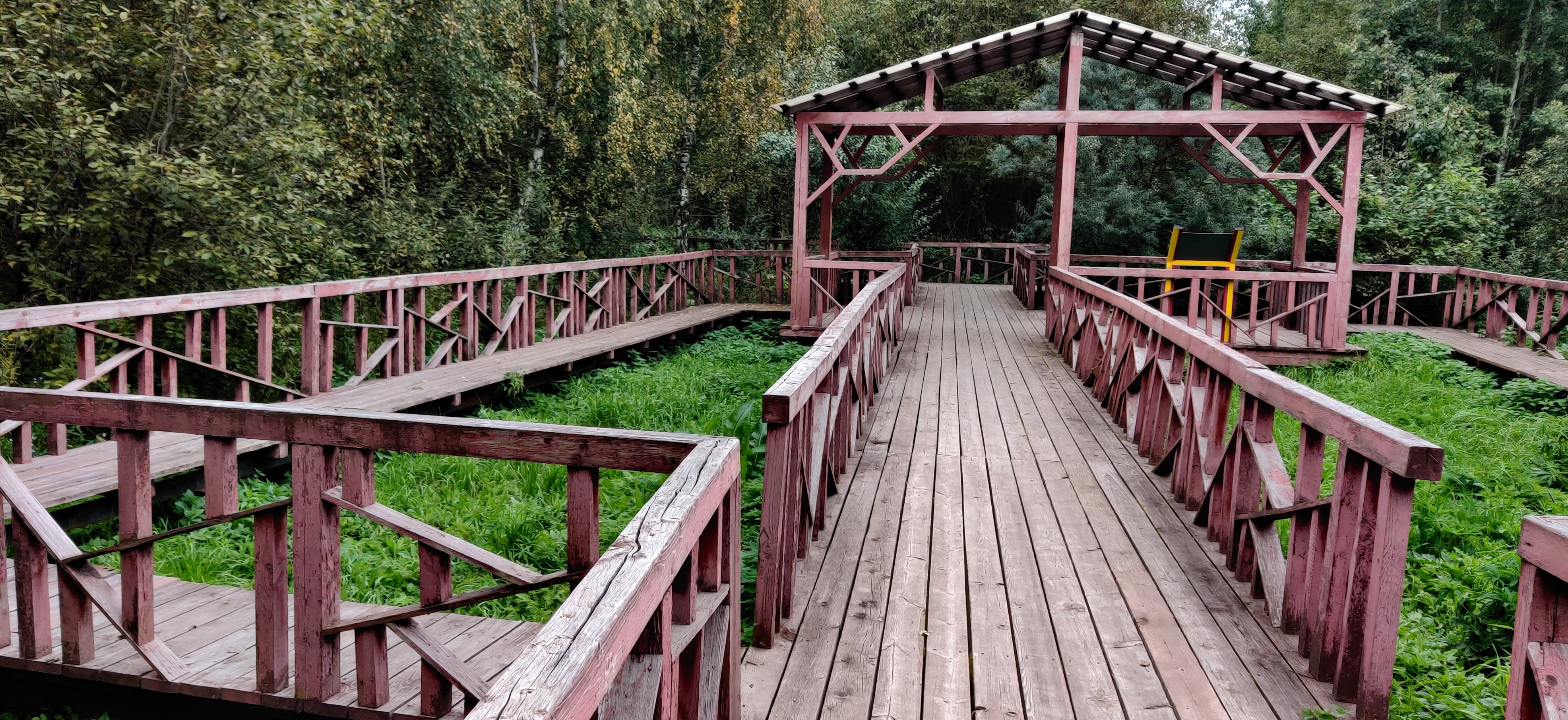
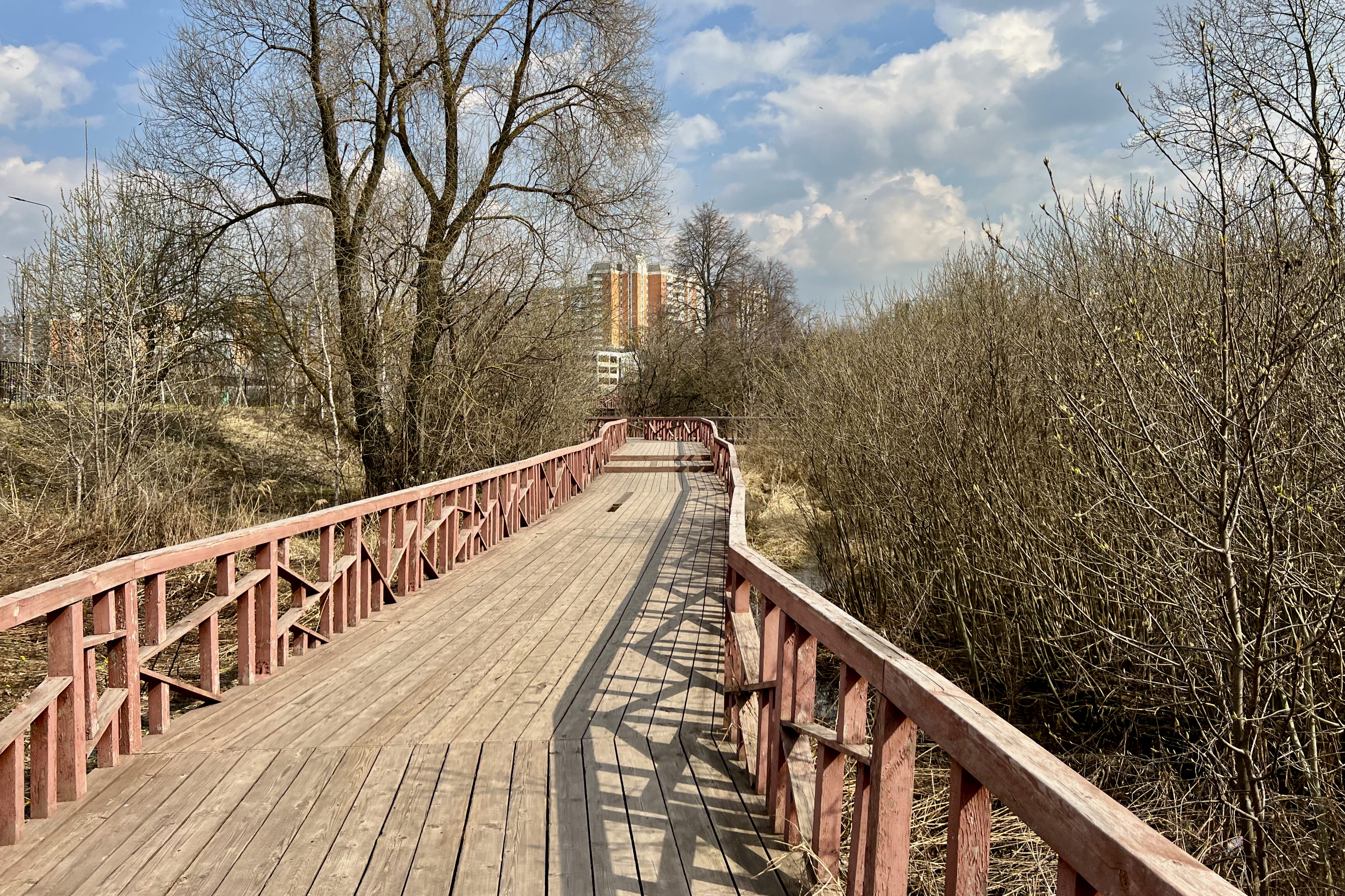
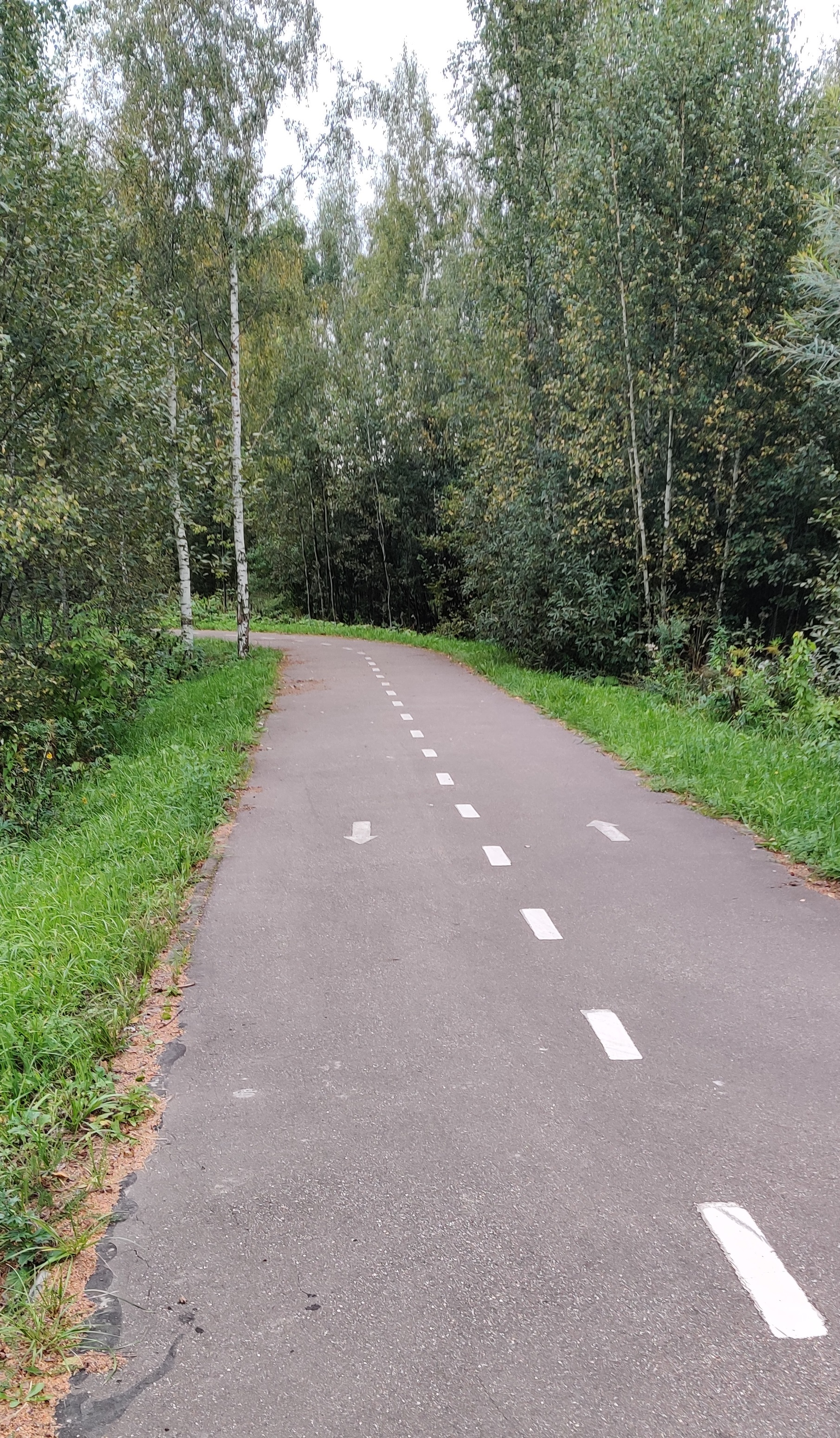
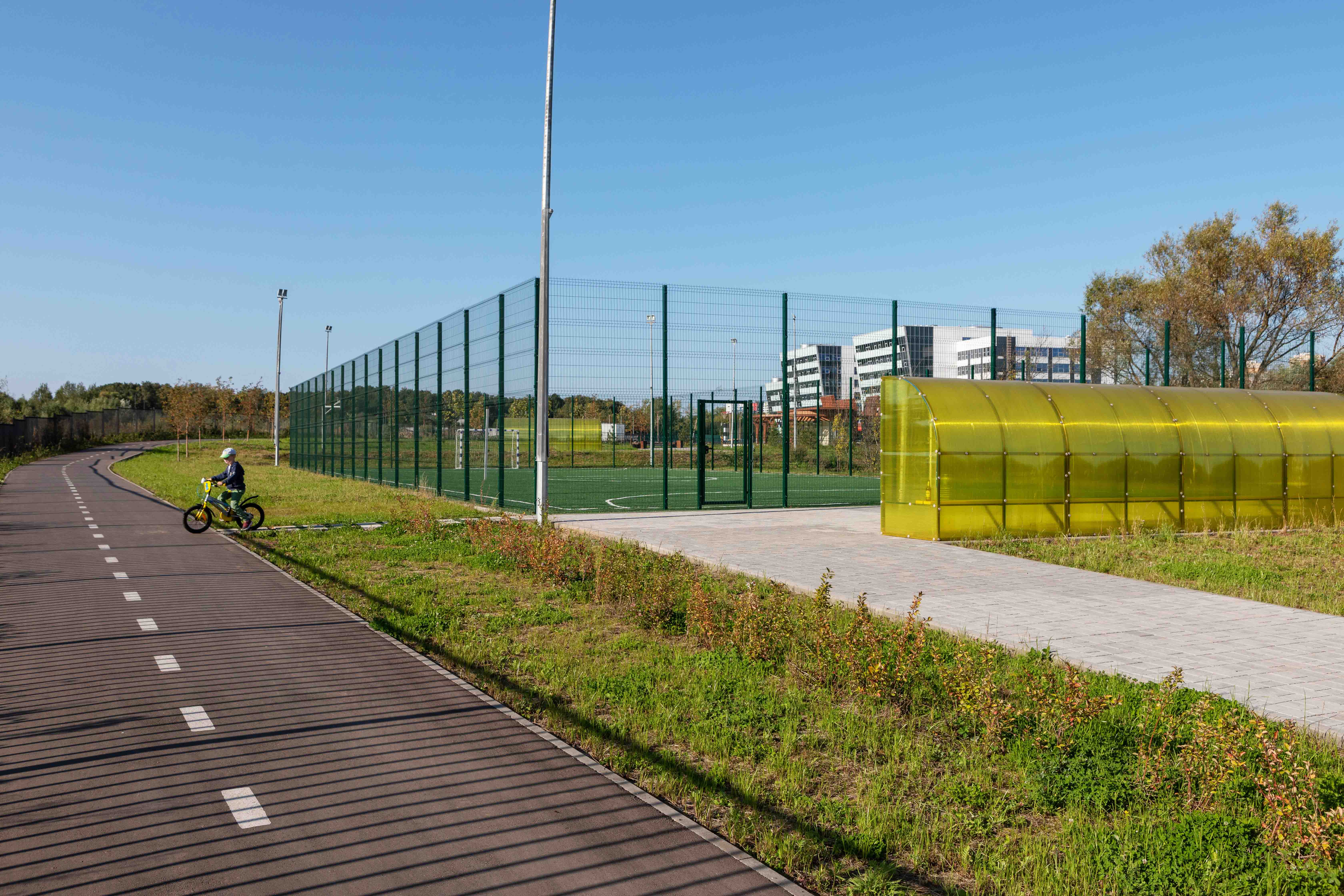